# 1760-е

## Догађаји и трендови
- 1760. — Џорџ III је крунисан за британског краља.
- 1762. — у Русији је на власт дошао цар Петар III, који је убијен након само шест мјесеци владања.
- 1762. — убијеног руског цара Петра III наслиједила је његова жена Катарина II, знана и као Катарина Велика.
- 1763. — завршио се Седмогодишњи рат између Велике Британије и Француске, на крају којег је Француска морала Великој Британији да препусти своје посједе у Канади.
- 1764. — Сикулицидијум, покољ Секеља у Мадефалви.
- 1765. — основано Банатско Ново Село.
- 1768. — Гурке су покориле Непал.
- 1769. — рођен Наполеон Бонапарта, француски војсковођа и цар.
- 1769. — Џејмс Кук истражује и картира обале Новог Зеланда и Аустралије.
- 1769. — почетак Велике глади у Бенгалу, која је у четири године убила трећину становништва Бенгала.

## Наука
- 1762. — рођен Џеремаја Бенџамин Рихтер, немачки хемичар.
- 1765. — рођен Жозеф Ниепс, француски хемичар.
- 1769. — рођен Александар фон Хумболт, немачки географ и природњак.